# Africville

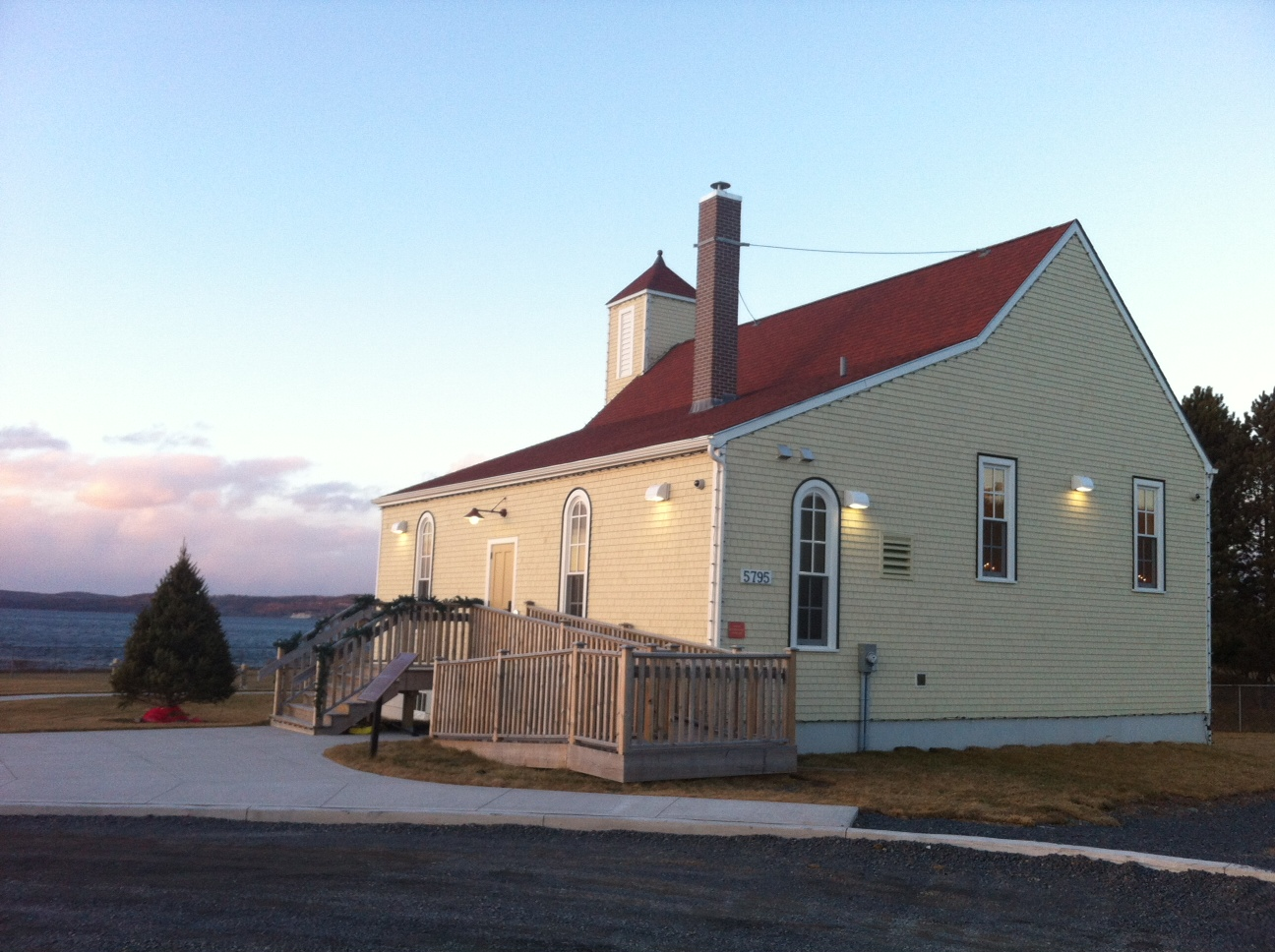
Igreja de Africville (est. 1849), reconstruída em 2011 como parte do Pedido de Desculpas de Africville

Africville foi uma pequena comunidade formada predominantemente por Afro-canadenses da Nova Escócia situada em Halifax, Nova Escócia, Canadá. Desenvolveu-se na margem sul da Bacia de Bedford e existiu desde o início do século XIX até a década de 1960. De 1970 até o presente, um protesto ocupa o espaço do local. O governo a reconheceu como um sítio comemorativo e estabeleceu um museu ali. A comunidade se tornou um símbolo importante da identidade dos Canadenses Negros, como exemplo da tendência de "revitalização urbana" da década de 1960, que demoliu bairros de perfil racial semelhante em todo o Canadá, e da luta contra o racismo.
Africville foi fundada por Afro-canadenses da Nova Escócia de diversas origens. Muitos dos primeiros colonos eram afro-americanos que haviam sido escravizados nas Treze Colônias, Lealistas Negros que foram libertados pela Coroa durante a Guerra Revolucionária Americana e a Guerra de 1812. (Negros se estabeleceram em Africville ao longo da Rua Albemarle, onde foi fundada uma escola em 1785 que atendeu a comunidade negra por décadas sob a orientação do Rev. Charles Inglis.) Outros residentes chegaram posteriormente, em associação com a contratação de negros do sul dos Estados Unidos para trabalhar na mineração em Glace Bay.
Durante o século XX, Halifax negligenciou a comunidade, deixando de fornecer infraestrutura e serviços básicos, como estradas, abastecimento de água e esgotamento sanitário. A cidade continuou a utilizar a área como um setor industrial, destacando-se a implantação, em 1958, de uma instalação de tratamento de resíduos nas proximidades. Como resultado, os moradores de Africville enfrentaram pobreza e condições precárias de saúde, e as edificações da comunidade se deterioraram consideravelmente. No final da década de 1960, a cidade de Halifax condenou a área, realocando seus residentes para habitações mais modernas a fim de desenvolver a Ponte A. Murray MacKay, a construção de rodovias associadas e as instalações do Porto de Halifax em Fairview Cove, a oeste. Logo após, ex-moradores e ativistas iniciaram um longo protesto no local contra o tratamento recebido e a condenação.
Em 1996, o local foi designado como um Sítio Histórico Nacional do Canadá por representar os assentamentos de canadenses negros na província e por ser um símbolo duradouro da necessidade de vigilância na defesa de suas comunidades e instituições. Após anos de protestos e investigações, em 2010, o Conselho Municipal de Halifax ratificou o Pedido de Desculpas de Africville em um acordo com o governo federal para compensar os descendentes e suas famílias que foram despejados da área. Além disso, foi criado um Fundo Patrimonial de Africville para projetar um museu e construir uma réplica da igreja da comunidade.

## História
Africville tem sido considerada uma das "primeiras comunidades negras livres fora da África", juntamente com outros assentamentos na Nova Escócia.

### Assentamento inicial
Inicialmente conhecida como o Assentamento da Estrada Campbell, Africville começou como uma pequena e pobre comunidade rural autossuficiente de cerca de 50 pessoas durante o século XIX.
O primeiro assentamento colonial de Africville teve início com a relocação dos Lealistas Negros, antigos escravos das Treze Colônias que fugiram de seus senhores rebeldes e foram libertados pelos britânicos durante a Guerra Revolucionária Americana. A Coroa os transportou, juntamente com outros lealistas, para a Nova Escócia, prometendo terras e suprimentos por seus serviços. A Coroa também garantiu terras e direitos iguais aos refugiados da Guerra de 1812.
Em 1836, foi construída a Estrada Campbell, criando uma via de acesso ao longo do lado norte da Península de Halifax. Depois de iniciar com a Igreja Batista da Rua Cornwallis em 1832, o clérigo Richard Preston estabeleceu, em 1849, a Igreja Batista Unida Africana Seaview em Africville, sendo uma de outras cinco em Halifax: Preston (1842), Beechville (1844), Hammonds Plains (1845) e Dartmouth. Dessa forma, Preston, juntamente com Septimus Clarke, são creditados como cofundadores da Associação Batista Unida Africana, uma rede de igrejas batistas negras em toda a Nova Escócia.
Embora a comunidade nunca tenha sido oficialmente estabelecida, a primeira transação de terras documentada por escrito data de 1848. Os dois primeiros proprietários em Africville foram William Arnold e William Brown. No final da década de 1850, a Ferrovia da Nova Escócia, posteriormente conhecida como Ferrovia Intercolonial, foi construída a partir de Richmond para o sul, bisectando Africville com a linha principal da ferrovia ao longo das margens ocidentais da Bacia de Bedford.
A comunidade passou a ser conhecida como Africville por volta de 1900. Muitas pessoas acreditavam que o nome derivava do fato de os moradores terem vindo da África; contudo, esse não era o caso. Um morador idoso de Africville foi citado dizendo "Não era Africville lá fora. Nenhuma das pessoas veio da África...[I]sto fazia parte de Richmond (norte de Halifax), apenas a parte onde viviam os de cor." Estranhos se mudaram posteriormente para Africville para aproveitar seu status não regulamentado, vendendo bebidas alcoólicas ilícitas e serviços sexuais, majoritariamente para a massa de soldados e marinheiros em trânsito que passavam por Halifax.
Uma segunda linha de trem surgiu em 1906 com a chegada da Ferrovia de Halifax e Sudoeste, que se conectava à Ferrovia Intercolonial em Africville. A Ferrovia Intercolonial, posteriormente a Ferrovias Canadenses Nacionais, construiu o Depósito Basin ao oeste da comunidade, adicionando mais trilhos. Trens passavam constantemente pela área.

### Explosão de Halifax
Com moradias dispostas de forma desordenada, que variavam de casas pequenas, bem conservadas e pintadas de cores vibrantes a habitações precárias convertidas de galpões, a comunidade atingiu uma população máxima de 400 pessoas no momento da Explosão de Halifax em 1917.:44–45 Terrenos elevados ao sul protegeram Africville da onda direta da explosão e da destruição completa que devastou a comunidade vizinha de Richmond. Contudo, Africville sofreu danos consideráveis. Quatro moradores de Africville (além de uma mulher Mi'kmaq em visita, proveniente do Condado de Queens, Nova Escócia) foram mortos pela explosão. Um médico que chegava a Halifax em um trem de socorro observou os moradores de Africville "enquanto vagavam desconsoladamente entre as ruínas de suas pequenas casas ainda de pé."
Após o desastre, Africville recebeu uma assistência modesta de socorro da cidade, mas não houve reconstrução nem modernização investida em outras partes da cidade naquela época. No início do século XX, durante a Grande Guerra, mais pessoas passaram a se mudar para lá, atraídas por empregos em indústrias e em instalações relacionadas desenvolvidas nas proximidades.[carece de fontes?]

## Vida cotidiana

### Economia
Economicamente, as duas primeiras gerações não foram prósperas, pois os trabalhadores tinham oportunidades limitadas. Muitos homens encontravam emprego em cargos mal remunerados; outros trabalhavam como marinheiros ou Carregadores Pullman, que limpavam e atuavam nos vagões de trem. Esse emprego estável nos vagões Pullman era considerado prestigioso na época, já que os homens também podiam viajar e conhecer o país. Apenas 35% dos trabalhadores possuíam emprego regular, e 65% das pessoas trabalhavam como empregados domésticos.:17 Mulheres também eram contratadas como cozinheiras, para limpar hospitais ou prisões, e algumas mulheres idosas eram empregadas para limpar casas da elite.

### Educação
A comunidade foi negligenciada no que diz respeito à educação. A cidade construiu a primeira escola de ensino fundamental ali, em 1883, às custas dos próprios moradores. Por ser uma comunidade pobre, nenhum dos professores até 1933 havia recebido treinamento formal.:110 Apenas 42% dos meninos e meninas receberam qualquer tipo de educação, pois muitas famílias precisavam que ajudassem no trabalho remunerado ou cuidassem de irmãos mais novos, possibilitando que os pais trabalhassem. Dos 140 crianças registradas, 60 chegaram às séries 7 ou 8, e apenas quatro meninos e uma menina alcançaram a 10ª série.:111

### Igreja

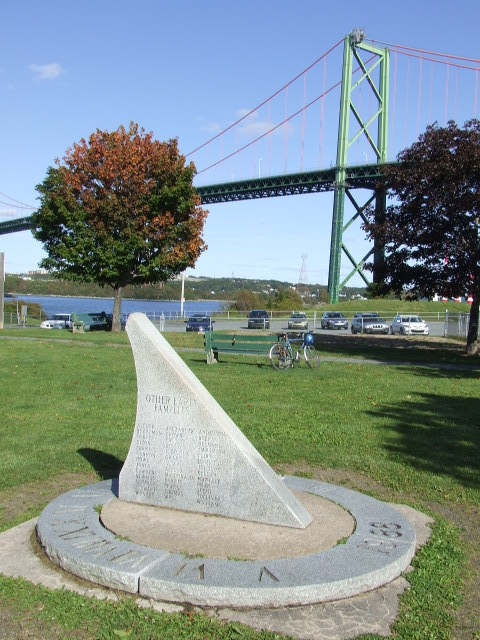
Monumento no local de Africville ao lado da Ponte A. Murray MacKay

Para compreender Africville, "é preciso conhecer a igreja;":27 o centro e a alma da cidade. A Igreja Batista Unida Africana Seaview foi estabelecida em Africville em 1849; ela se uniu a outras congregações batistas negras para fundar a Associação Batista Unida Africana em 1854. A vida social da comunidade girava em torno da igreja, que era o local dos batismos, casamentos e funerais. Outros grupos negros se reuniam em Africville para piqueniques aos domingos e eventos. Tudo era organizado através da igreja: "clubes, organizações juvenis, auxiliares femininas e aulas bíblicas.":25

### Hóquei
A equipe de hóquei Africville Seasides, da pioneira Liga de Hóquei de Pessoas de Cor (1894–1930), venceu o campeonato em 1901 e 1902, derrotando os West End Rangers da Ilha do Príncipe Eduardo para manter o título com uma vitória por 3–2 em um único jogo, em fevereiro de 1902. A equipe era liderada pelo goleiro estrela William Carvery, seus dois irmãos na equipe, além de três irmãos Dixon também no time.

## Relação com Halifax
Ao longo de sua história, Africville enfrentou o isolamento. A cidade nunca recebeu estradas adequadas, serviços de saúde, abastecimento de água, postes ou eletricidade. Os moradores protestaram junto à cidade e reivindicaram o fornecimento de água municipal e o tratamento de esgoto, sem sucesso. A falta desses serviços teve sérios efeitos adversos na saúde dos residentes. A contaminação dos poços era tão frequente que os moradores precisavam ferver a água antes de usá-la para beber ou cozinhar.
A partir de meados do século XIX, a Cidade de Halifax instalou suas instalações menos desejáveis na área de Africville, onde os moradores possuíam pouco poder político e os valores dos imóveis eram baixos. Uma prisão foi construída ali em 1853, um hospital para doenças infecciosas em 1870, além de um matadouro e um depósito para resíduos fecais provenientes da vizinha Russellville.
Em 1958, a cidade decidiu transferir o aterro sanitário e o depósito de lixo para a área de Africville. Embora os moradores soubessem que não poderiam contestar legalmente essa decisão, eles recolhiam ilegalmente materiais reutilizáveis no depósito – como roupas, cobre, aço, latão, estanho etc. O depósito contribuiu para que a cidade classificasse essa área como um bairro oficialmente degradado.

## Demolição

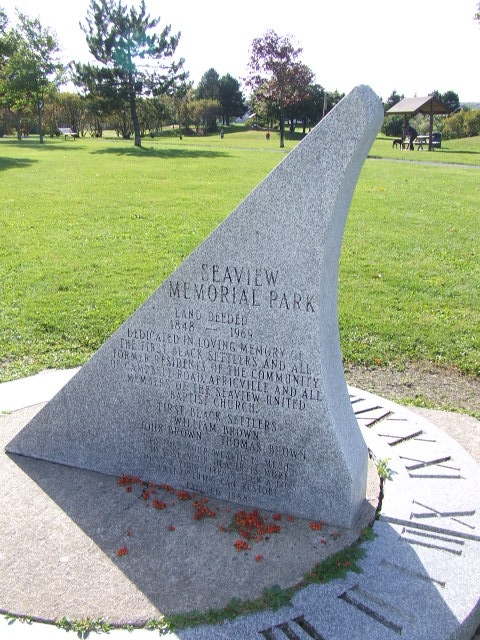
As famílias fundadoras de Africville estão listadas no Monumento de Africville no Seaview Memorial Park.

Pesquisadores concluíram que a demolição de Africville foi resultado de uma confluência de "racismo ostensivo e velado, do impulso progressista em favor da integração racial e do surgimento de ideias liberal-burocráticas de reconstrução social."
Durante as décadas de 1940 e 1950, em diversas partes do Canadá, os governos federal, provincial e municipal atuaram em conjunto em programas de revitalização urbana, especialmente após a vitória dos Aliados na Segunda Guerra Mundial: havia um ímpeto para requalificar áreas classificadas como bairros degradados e realocar os moradores para habitações novas e melhoradas. O objetivo era requalificar parte do terreno para usos "superiores" com maior retorno econômico: negócios e indústria. Outros notórios bairros racializados demolidos sob o pretexto da revitalização urbana incluem The Ward em Toronto, Rooster Town em Winnipeg e The Bog em Charlottetown.
Muitos anos antes, e novamente em 1947, após um grande incêndio que devastou várias casas em Africville, os autoridades discutiram a requalificação e realocação de Africville. Contudo, planos mais concretos de realocação só surgiram oficialmente em 1961. Estimulada pelo "Relatório Stephenson", de 1957, e pelo estabelecimento do Departamento de Desenvolvimento de Halifax em 1961, a cidade propôs a realocação desses moradores. Em 1962, o Conselho Municipal de Halifax aprovou, por unanimidade, a proposta de realocação, e o "Relatório Rose" (publicado em 1964) foi aprovado por 37 a 41 votos em favor da realocação.

### Realocação formal e demolição
A realocação formal ocorreu principalmente entre 1964 e 1967. Os moradores e seus pertences foram transportados por caminhões de lixo de Halifax. Essa imagem ficou gravada na memória das pessoas; ela passou a representar o tratamento degradante que receberam antes, durante e após a mudança. Muitos ex-moradores acreditam que o conselho municipal não tinha planos de transformar Africville em um setor industrial e que o racismo foi a base para a destruição da comunidade. Acreditam que a cidade desejava remover de Halifax um grupo concentrado de pessoas negras, pelas quais não nutria consideração. Devido à contínua resposta negativa da cidade em relação aos habitantes de Africville, a comunidade não se desenvolveu, e essa falha foi então usada como justificativa para sua destruição.
Muitas dificuldades, suspeitas e invejas surgiram, principalmente devido a complicações relacionadas a reivindicações de terras e propriedade. Apenas 14 moradores possuíam títulos de propriedade legalmente claros. Aqueles sem direitos legais receberam um pagamento de US$ 500 e foram prometidos um subsídio para mobília, assistência social e unidades habitacionais públicas.:67 Famílias jovens acreditavam ter dinheiro suficiente para começar uma nova vida, mas a maioria dos moradores idosos não se deslocava; tinham uma conexão emocional muito maior com suas casas. Estavam tomados pela dor e sentiam-se lesados em relação a suas propriedades. A resistência ao despejo tornou-se mais difícil à medida que os moradores aceitavam os pagamentos e suas casas eram demolidas.
A cidade demoliu rapidamente cada casa assim que os moradores saíram. Ocasionalmente, a cidade demoliu uma casa sempre que surgia uma oportunidade — como, por exemplo, quando um morador estava hospitalizado. Em 20 de novembro de 1967, a igreja de Africville foi demolida à noite para evitar controvérsias, um ano antes de a cidade possuir oficialmente o edifício. Há controvérsias em torno da documentação, que mostra que a igreja foi vendida em 1968; a página foi editada manualmente para forjar a venda como se tivesse ocorrido um ano antes. Documentos internos do governo municipal mostram que a ordem de demolição foi enviada em 1967, com a alegação de que o edifício estava em condições perigosas. Na época, a igreja ainda estava em uso: os moradores lembram que ela foi destruída por uma máquina de demolição em 1967, logo após o último serviço ativo; outro serviço estava sendo planejado para o final daquele ano. Ela foi demolida com os registros vitais de muitos moradores no interior, como registros de nascimento, casamento e óbito, que poderiam ter estabelecido cadeias de custódia para reivindicações de terra.[carece de fontes?]
A última casa de Africville foi demolida em 2 de janeiro de 1970.

### Consequências
Após a realocação para habitações públicas dentro dos limites da cidade, os moradores enfrentaram novos problemas: o custo de vida aumentou em suas novas residências, mais pessoas ficaram desempregadas e sem rendimentos regulares, nenhum dos programas de emprego ou educação prometidos foi implementado, e as promessas da cidade não foram cumpridas. "Os benefícios eram tão modestos a ponto de serem praticamente irrelevantes... em um ano e meio este programa pós-realocação jaz em ruínas.":73
Conflitos familiares e dívidas forçaram muitos a dependerem da assistência pública, e a ansiedade era elevada entre os ex-moradores. Uma das grandes reclamações era que "eles não sentem qualquer senso de pertencimento ou orgulho nos estéreis projetos habitacionais públicos."

## Legado pós-demolição
Parte do antigo território de Africville é ocupada por um entroncamento rodoviário que atende a Ponte A. Murray MacKay. O desenvolvimento portuário em Fairview Cove não se estendeu até o leste de Africville, preservando assim sua orla histórica.
Em razão da controvérsia relacionada à realocação, a cidade de Halifax criou o Seaview Memorial Park no local, na década de 1980, preservando-o do desenvolvimento. O parque era frequentemente utilizado como um espaço para cães sem coleira. Eddie Carvery vive no local de Africville desde 1970 em protesto contra a demolição, apesar de os funcionários da cidade apreenderem seus trailers diversas vezes. Da mesma forma, ex-moradores de Africville realizaram protestos periódicos no parque durante as décadas de 1980 e 1990.
A Sociedade de Genealogia de Africville foi formada em 1983 para rastrear os ex-moradores e seus descendentes. O prefeito de Halifax, Peter Kelly, ofereceu terras, um aporte financeiro e diversos outros serviços para a construção de uma réplica da Igreja Batista Unida Africana Seaview. Após a oferta ter sido feita, em 2002, a Sociedade de Genealogia de Africville solicitou algumas alterações na proposta de Halifax, incluindo terras adicionais e a possibilidade de construir habitação de interesse social nas proximidades do local. A área que outrora foi Africville foi, assim, declarada um sítio histórico nacional em 2002.

### Pedido de desculpas de Africville
Em maio de 2005, o Partido Novo Democrático da Nova Escócia MDA Maureen MacDonald apresentou um projeto de lei na legislatura provincial denominado Lei Africville. O projeto exigia um pedido formal de desculpas do governo da Nova Escócia, uma série de audiências públicas sobre a destruição de Africville e o estabelecimento de um fundo de desenvolvimento para a preservação histórica das terras de Africville e o desenvolvimento social em benefício dos ex-moradores e seus descendentes.
Em 23 de fevereiro de 2010, o Conselho Municipal de Halifax ratificou um pedido de desculpas proposto para Africville, mediante um acordo com o Governo do Canadá para estabelecer um Fundo Patrimonial de Africville no valor de US$ 250.000, destinado ao projeto de um museu e à construção de uma réplica da igreja da comunidade. O local designado possui uma área de 2,5
-acre(s) (1 ha). Em 24 de fevereiro de 2010, o prefeito de Halifax, Peter Kelly, realizou o Pedido de Desculpas de Africville, pedindo desculpas pelo despejo, como parte de um acordo de compensação de US$ 4,5 milhões. A cidade restaurou o nome Africville para o Seaview Park durante a Reunião Familiar Anual de Africville, em 29 de julho de 2011.

#### Museu Africville
Um edifício projetado para imitar a Igreja Batista Unida Africana Seaview, demolida em 1969, foi erguido no verão de 2011 para servir como museu e centro de interpretação histórica. A igreja, quase completa, foi inaugurada cerimonialmente em 25 de setembro de 2011. As cerimônias de abertura incluíram um concerto de gospel, vários serviços religiosos e o lançamento de um álbum de compilação com gravações de arquivo de canções cantadas em Africville.
Desde então, o museu tem realizado visitas guiadas ao local, promovido diversas exposições, encomendado uma peça teatral sobre as origens de Africville e organizado várias arrecadações de fundos e petições, inclusive para incluir uma parada de transporte público e melhorias de acessibilidade para o museu. O Museu Africville continua enfrentando problemas quanto ao uso da área, incluindo moradores locais que persistem em utilizar o Seaview Park como parque para cães e vândalos que picham placas, perturbando os esforços para identificar os locais das antigas casas.
Uma ação civil foi movida buscando compensação individual por propriedades em Africville.

## Homenagens e mídia relacionada

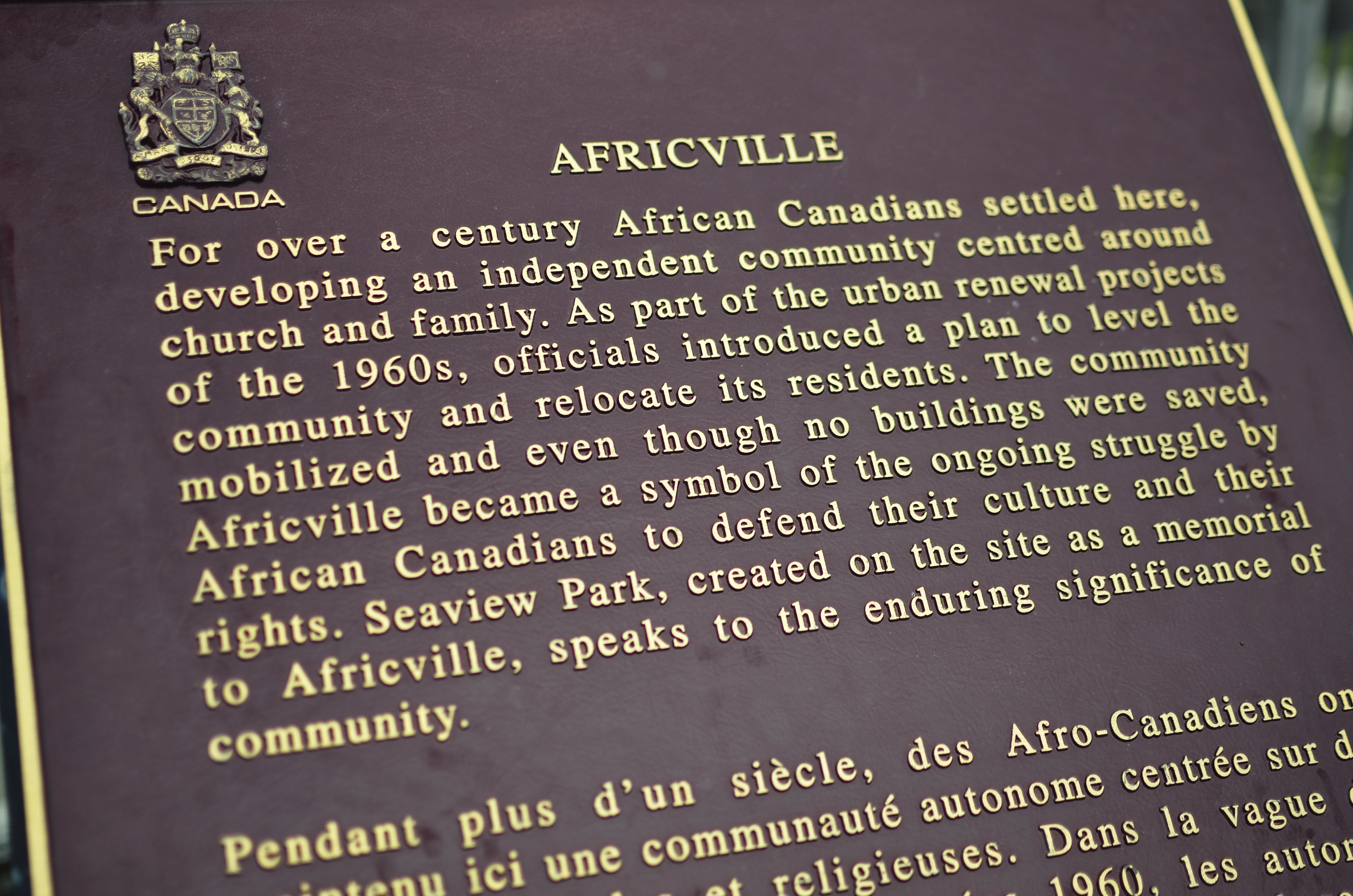
Texto no local de Africville, próximo à Igreja Batista Seaview em Halifax, NS, Canadá.

#### Música
- A cantora e compositora Afro-canadense Faith Nolan lançou um álbum em 1986 intitulado Africville.
- Suite Africville (1996) é um álbum de música original, lançado pelo pianista de jazz nascido em Montreal, Joe Sealy, que inclui doze peças refletindo sobre locais e atividades em Africville, onde nasceu o pai de Sealy. Sealy trabalhou e viveu em Halifax durante o período da destruição da comunidade e iniciou a suíte em memória de seu pai. O álbum ganhou um Prêmio Juno em 1997.
- Ain't No Thing Like a Chicken Wing (1997) é um álbum lançado pelo pianista de jazz canadense Trevor Mackenzie como homenagem ao bairro onde seu pai cresceu.
- "A Nourishment by Neglect" (2007) é uma canção da banda de metal/hardcore de Terra Nova Bucket Truck, acompanhada por um vídeo que detalha os eventos que cercam a destruição da comunidade de Africville.
- Em 2007, o grupo de hip-hop canadense Black Union lançou uma canção com a participação de Maestro sobre a histórica comunidade de Africville. O videoclipe foi gravado no Seaview Park (atualmente Africville Park). O vídeo já acumulou mais de 50.000 visualizações no YouTube.[41]

#### Filme
- Remember Africville (1991) é um documentário, lançado pela Cinemateca Nacional do Canadá, que recebeu o Prêmio Moonsnail de melhor documentário no Festival de Cinema do Atlântico.[42][carece de fontes?]
- Stolen From Africville (2008) é um documentário produzido de forma independente que acompanha a vida daqueles que foram deslocados da comunidade de Africville ao longo de um ano.[43] Escrito e dirigido pelo ativista/performer canadense Neil Donaldson (conhecido como Logikal Ethix) e Sourav Deb, o filme recebeu financiamento da Heritage Canada em 2007.[44][45]
- Africville: Can't Stop Now (2009), produzido por Marty Williams e Juanita Peters com Africville Productions, é um documentário que apresenta a comunidade que sobreviveu apesar de ter perdido seu lar.[46]

#### Literatura
- Consecrated Ground (1998), uma peça de teatro de George Boyd e produzida pelo Eastern Front Theatre, dramatizou o despejo de Africville. Em 2000, a peça foi indicada para o Prêmio do Governador-Geral para Drama em Inglês.
- Last Days in Africville (2006, Dundurn Press), de Dorothy Perkyns, é um relato fictício sobre a vida de uma jovem de Africville na época da destruição da comunidade.
- A história de Africville influenciou a obra de George Elliott Clarke.[47]
- The Children of Africville (2007), um livro infantil de Christine Welldon, conta a história das crianças que cresceram durante os últimos anos da comunidade, antes de esta ser destruída e de seus moradores serem realocados.[48] Em 15 de junho de 2009, o Rev. Jesse Jackson, renomado ativista americano dos direitos civis, recebeu o livro na Aliança da Nova Escócia dos Educadores Escolares Negros. Irvine Carvery, presidente da Sociedade de Genealogia de Africville e do Conselho Escolar Regional de Halifax, realizou a apresentação.[49]
- The Hermit of Africville (2010, Pottersfield Press) é uma biografia do prolongado manifestante de Africville, Eddie Carvery.[50]
- Big Town (2011, Nimbus Publishing/Vagrant Press), um romance de Stephens Gerard Malone, é uma narrativa ficcional relacionada à remoção dos moradores e à demolição de Africville.[51]
- Africville (2018) é um livro de Shauntay Grant, para o qual o Museu Africville realizou o lançamento em 13 de setembro de 2018.[52][53]
- Africaville (2019), um romance adulto do americano Jeffrey Colvin, explora as vidas de três gerações associadas à comunidade, utilizando frequentemente flashbacks para remeter a períodos anteriores da história.

#### Outros
- Em 1989, uma exposição histórica sobre Africville percorreu o Canadá. Posteriormente, ela foi instalada como uma mostra permanente no Centro Cultural Negro da Nova Escócia, em Preston.
- Em 2012, o Africville Heritage Trust criou o Kit de Recursos Educacionais "Out Home: Africville". Esse kit consiste em materiais didáticos e diversas atividades para estudantes que promovem empatia, compreensão cultural e um senso de capacitação, enquanto os alunos desvendam as complexidades de uma história importante.[54]
- Em 2020, a estudante universitária Danielle Mahon criou o projeto online Mapping Memories of Africville, que reúne registros públicos e entrevistas com dois ex-moradores de Africville, associando as fontes a locais específicos numa vista aérea do antigo sítio da comunidade.[55]

## Moradores notáveis
- Addie Aylestock – diaconisa
- Pais de Mildred Dixon – dançarina profissional do Cotton Club; Dixon nasceu em Boston, para onde seus pais se mudaram no início do século XX
- Clara Carvery Adams – pessoa homenageada, cuja identidade deu origem à canção "Clara" de Duke Ellington, escrita em 1964 e redescoberta em 1999[56]
- Eddie Carvery
- George Dixon (boxer)
- Ricky Anderson
- Edith Hester McDonald-Brown